# The Understudy (film 1917)
The Understudy è un film muto del 1917 diretto da William Bertram.

## Produzione
Il film fu prodotto dalla Balboa Amusement Producing Company con il nome Falcon Features.
Venne girato a Long Beach, California.

## Distribuzione
Distribuito dalla General Film Company, il film uscì nelle sale cinematografiche USA il 5 ottobre 1917.